# Глистянка
Глистянка — річка в Україні, в межах Конотопського району Сумської області. Ліва притока Есмані (басейн Дніпра).

## Опис
Довжина річки 18 км. Бере початок між селами Дідівщина, Білогриве, Пасіка та Хрещатик. Тече переважно на південний захід по лісистій місцевості. Впадає до річки Есмань на північний захід від села Губарівщина.
На річці розташовані села: Хрещатик, Дідівщина, Медведеве, Піонерське, Губарівщина (Кролевецький район).